# Poecilus punctulatus
Poecilus punctulatus – gatunek chrząszcza z rodziny biegaczowatych i podrodziny dzierowatych.

## Taksonomia
Gatunek ten opisany został po raz pierwszy w 1783 roku przez Johanna Gottlieba Schallera pod nazwą Carabus punctulatus.

## Morfologia
Chrząszcz o wydłużonym i spłaszczonym ciele długości od 10 do 14,3 mm, ubarwiony całkowicie czarno, u obu płci z matowymi pokrywami. Całkowicie czarne czułki mają człony od pierwszego do trzeciego zaopatrzone w ostre kile. Przedplecze ma ostro zaznaczone tylne kąty i bardzo słabo odciśnięte dołki przypodstawowe. Rowki brzeżne przy krawędziach bocznych przedplecza są na całej długości równie wąskie, nierozszerzone w tyle. Pokrywy mają wyraźnie mikrosiateczkowane i płaskie międzyrzędy, a rzędy słabo wgłębione, zaznaczone tylko jako bardzo delikatne szeregi punktów. Para chetoporów (punktów szczecinkowych) przytarczkowych występuje zawsze. Na międzyrzędzie trzecim występuje od dwóch do czterech (zwykle trzy) chetoporów, zwykle umieszczonych blisko trzeciego rzędu. Skrzydła tylnej pary są w pełni wykształcone. Odnóża cechują się stopami ze szczecinkami na spodzie ostatniego członu; te tylnej pary nie mają wyraźnych bruzd po zewnętrznych stronach stóp.

## Ekologia i występowanie
Owad rozmieszczony na nizinach. Zamieszkuje suche i nasłonecznione tereny otwarte, zwłaszcza o piaszczystym podłożu, w tym stepy, ugory i pola uprawne.
Gatunek palearktyczny. W Europie znany jest z Hiszpanii, Francji, Belgii, Holandii, Niemiec, Szwajcarii, Austrii, północnych Włoch, Danii, Szwecji, Estonii, Łotwy, Litwy, Polski, Czech, Słowacji, Węgier, Białorusi, Ukrainy, Mołdawii, Bułgarii, Bośni i Hercegowiny, Serbii, Czarnogóry oraz europejskiej części Rosji, a w Azji z zachodniosyberyjskiej części Rosji, Kazachstanu, Uzbekistanu, Iranu i Chin.
W Bohemii jest owadem zanikającym, a na Morawach odnajdywanym sporadycznie. Na „Czerwonej liście gatunków zagrożonych Republiki Czeskiej” umieszczony jest jako gatunek narażony na wymarcie (VU). Na Słowacji jest sporadycznie spotykany.